# Synema cervinum
Synema cervinum es una especie de araña del género Synema, familia Thomisidae.

## Distribución
Esta especie se encuentra en China.

## Taxonomía
Fue descrita por Schenkel en 1936.
Tratamiento taxonómico
La especie aparece registrada y publicada en Schwedisch-chinesische wissenschaftliche Expedition nach den nordwestlichen Provinzen Chinas, unter Leitung von Dr. Sven Hedin und Prof. Sü Ping-chang. Araneae gesammelt vom schwedischen Arzt der Expedition Dr. David Hummel 1927–1930. Arkiv för Zoologi 29(A1): 1–314.